# Crnogorska knjaževska uprava pomorstva
Crnogorska knjaževska uprava pomorstva osnovana 1879. pri Ministarstvu unutranjih poslova na čijem je čelu bio vojvoda Mašo Vrbica.
Imala je ovlasti reguliranja plovidbe u regionu Bara i Ulcinja, te Skadarskoga jezera. 

### Povijest
Nakon vojnih uspjeha u crnogorsko-osmanskim ratovima 1876. – 1878. Crnogorci su izborili izlaz na Jadransko more a to im je diplomatski verificirano na Berlinskom kongresu te su odmah uslijedili potezi k uspostavljanju pomorskog i pomorsko-jezerskog (preko rijeke Bojane i Skadarskoga jezera),robnog i putničkog prometa. 
Na traženje kneza (izvor. knjaza) Nikole I. Petrovića za prvoga upravitelja pomorske luke Bar (Pristan) imenovan je lučki kapetana Antun Zakarija, Hrvat iz Dubrovnika.
Ovaj lučki i kapetan duge plovidbe, rođen 1834. na Stonu, uspostavio je lučku i pomorsku službu na Crnogorskom primorju i na Skadarskom jezeru, uz godišnju plaću od 2400 forinti u srebru. 
Knez Nikola ga je odlikovao Oredenom Danilovog reda (vidi Crnogorska odličja), a na čelu Kapetanije luke bio je Zakarija do 15. srpnja 1901. godine.
Službeni list Glas Crnogorca 24. studenoga 1879. godine objavio je prvu Pomorsku vijest u kojoj stoji kako je iz Splita doplovio austrijski parobrod Augusta, talijanski trabakul Polifeno, turski brod Šoban i škuna Gloria di Cielo. 
Na taj je način Kneževina Crna Gora otpočela svoj međunarodni pomorski promet.

## Vanjske poveznice
- O začetcima pomorskog prometa Kneževine Crne Gore